# فخری کوروترک
فخری کوروترک (به ترکی استانبولی: Fahri Sabit Korutürk) (متولد ۳ اوت ۱۹۰۳ – مرگ ۱۲ اکتبر ۱۹۸۷) افسر نیروی دریایی، دیپلمات و ششمین ریس جمهور ترکیه بود.

## زندگی‌نامه
او متولد استانبول ترکیه‌است در سال ۱۹۱۶ به خدمت در مدرسهٔ نیروی دریایی مشغول شد و در سال ۱۹۲۳ از کالج نیروی دریایی فارغ‌التحصیل گشت.
در سال ۱۹۶۰ پس از بازنشستگی از مقام فرماندهی نیروی دریایی ترکیه توسط جمال گورسل رئیس‌جمهور وقت به عنوان دیپلمات در شوروی و سپس اسپانیا مأمور شد.
در سال ۱۹۶۸ ریس جمهور ترکیه جودت سونای او را به عنوان سناتور در سنای ترکیه منصوب کرد و در ۶ آوریل ۱۹۷۳ پارلمان ترکیه او را به عنوان ششمین رئیس‌جمهور ترکیه برگزید.